# Taiwo Atieno
Taiwo Leo Awuonda Atieno (* 6. August 1985 in Brixton) ist ein ehemaliger zunächst britischer, heute kenianischer Fußballspieler.

## Karriere

### Verein
Taiwo Atieno begann seine Karriere im Alter von fünfzehn Jahren beim FC Walsall. Nach Abschluss bei der A-Jugend von Walsall, wurde er in die Southern Football League an Nuneaton Town FC verliehen. Nach Beendigung des Leihgeschäftes unterschrieb er im Juli 2004 einen Profivertrag. Nach verschiedensten Leihstationen beim AFC Rochdale, Chester City, den Kidderminster Harriers und beim FC Darlington, musste er am Ende der Saison 2005/06 den FC Walsall verlassen, nachdem der Verein aus der Football League One abstieg.
In der Saison 2006/07 hatte er ein kurzes Gastspiel bei Dagenham & Redbridge und bestritt drei Ligaspiele, ehe er im August 2006 dann einen Vertrag beim FC Tamworth unterschrieb. Atieno erzielte in der Saison in 39 Spielen insgesamt zwölf Tore, doch diese Tore konnten seinen Verein nicht vor dem Abstieg in die Conference North retten. Daraufhin verließ er den Verein in Richtung Nordamerika und wechselte zu dem Puerto Rico Islanders FC, die in der amerikanischen USL First Division spielen. Nachdem ihm in der ersten Saison in zehn Spielen fünf Treffer gelangen, schaffte er in der zweiten Saison vier Tore in 22 Spielen. Mit den Islanders gewann er den First Division Commissioner's Cup 2008.
Im März 2009 wechselte er zu den Rochester Rhinos, während der Vorbereitung hatte er ein Gastspiel bei Charleston Battery, wo er allerdings kein einziges Spiel absolvierte.
Ein Jahr später kehrte er nach England zu Luton Town zurück, blieb dort zunächst nur bis Juli. Während der Sommerpause absolvierte Atieno ein Probetraining beim südafrikanischen Verein Supersport United, unterschrieb aber am 2. September einen Vertrag bis zum Januar 2011 bei Luton Town, da Supersport ihm keinen Vertrag unterbreitete. Am 30. Oktober erzielte er beim 3:1-Heimsieg gegen Bath City sein erstes Saisontor. Am 17. November traf er beim 4:2-Sieg über Corby Town in der ersten Runde des FA Cups doppelt. Bis zum Ende seines Vertrages hatte er einen recht guten Lauf, doch trotz seiner Tore wurde sein Vertrag Ende Januar nicht verlängert. Am 11. Februar kam er beim FC Stevenage aus der Football League Two unter Vertrag, gab sein Debüt schon einen Tag später bei der 0:1-Niederlage gegen Shrewsbury Town. Doch dies war sein einziger Ligaspieleinsatz für Stevenage, im Mai 2011 lief sein Vertrag aus.
In der Vorbereitung für die Saison 2011/12 absolvierte Atieno ein zweiwöchiges Probetraining bei Torquay United. In seinem ersten Freundschaftsspiel gegen Tiverton Town erzielte er sein erstes Tor, nur drei Tage später traf er gegen Bristol City erneut. Am 25. Juli bot Torquay United ihm einen Jahresvertrag an, welchen er unterschrieb. Sein erstes offizielles Ligaspiel bestritt er am 6. August, wo er in der 68. Minute als Einwechselspieler ins Spiel kam. Nur eine Woche später erzielte er beim 2:1-Sieg über die Bristol Rovers das zwischenzeitliche 1:1 und holte den Elfmeter zum 2:1-Siegtreffer heraus.

### Nationalmannschaft
Im Januar 2009 gab Atieno bekannt, dass er gerne für Kenia spielen möchte, dies sei schon ein Jugendtraum von ihm gewesen.
Doch nachdem der kenianische Immigrationsminister verlangte, dass er seinen britischen Pass abgeben musste, bevor er die kenianische Staatsbürgerschaft annehmen könnte, schien sein Länderspieleinsatz für Kenia als sehr unwahrscheinlich. Obwohl Medienberichten zufolge Atieno seinen Pass schon erhalten habe und schon beim nächsten WM-Qualifikationsspiel gegen Tunesien dabei sein könnte, war dies nicht der Fall. Sein Debüt absolvierte er im Juni 2009, als er gegen Mosambik kurz vor Schluss eingewechselt wurde und bei einem Freundschaftsspiel gegen Bahrain die vollen neunzig Minuten zum Einsatz kam. Auch beim Rückspiel gegen Mosambik kam er als Einwechselspieler ins Spiel und im Rückspiel gegen Tunesien kam er für eine Halbzeit zum Einsatz.

## Sonstiges
Atieno hat einen Zwillingsbruder, der an der West Chester Universität in Pennsylvania Basketball spielt.

## Titel und Erfolge
Puerto Rico Islanders FC
- USL First Division Commissioner’s Cup: 2008